# Scolopostethus pilosus
Scolopostethus pilosus är en insektsart som beskrevs av Reuter 1875. Scolopostethus pilosus ingår i släktet Scolopostethus, och familjen fröskinnbaggar. Arten är reproducerande i Sverige.